# Brisbane Roar Football Club 2012-2013
Questa voce raccoglie le informazioni riguardanti il Brisbane Roar Football Club nelle competizioni ufficiali della stagione 2012-2013.

## Rosa
| N. |                        | Ruolo | Calciatore         |
| -- | ---------------------- | ----- | ------------------ |
| 1  | Australia (bandiera)   | P     | Michael Theoklitos |
| 2  | Australia (bandiera)   | D     | Matt Smith         |
| 3  | Australia (bandiera)   | D     | Shane Stefanutto   |
| 4  | Australia (bandiera)   | D     | Matthew Jurman     |
| 5  | Australia (bandiera)   | D     | Ivan Franjić       |
| 7  | Albania (bandiera)     | A     | Besart Berisha     |
| 8  | Australia (bandiera)   | C     | Massimo Murdocca   |
| 9  | Paesi Bassi (bandiera) | A     | Stefan Nijland     |
| 10 | Brasile (bandiera)     | A     | Henrique           |
| 11 | Australia (bandiera)   | C     | Ben Halloran       |
| 12 | Australia (bandiera)   | A     | Julius Davies      |
| 13 | Australia (bandiera)   | D     | Jade North         |

| N. |                          | Ruolo | Calciatore          |
| -- | ------------------------ | ----- | ------------------- |
| 14 | Australia (bandiera)     | C     | Steven Luštica      |
| 15 | Australia (bandiera)     | D     | James Donachie      |
| 16 | Corea del Sud (bandiera) | A     | Do Dong-Hyun        |
| 17 | Australia (bandiera)     | C     | Mitch Nichols       |
| 18 | Australia (bandiera)     | C     | Luke Brattan        |
| 19 | Australia (bandiera)     | D     | Jack Hingert        |
| 20 | Australia (bandiera)     | P     | Matt Acton          |
| 21 | Australia (bandiera)     | C     | James Meyer         |
| 22 | Germania (bandiera)      | C     | Thomas Broich       |
| 23 | Australia (bandiera)     | A     | Anthony Proia       |
| 25 | Australia (bandiera)     | C     | George Lambadaridis |
| 26 | Australia (bandiera)     | D     | Corey Brown         |